# Take This Hammer
Take This Hammer è un brano musicale folk tradizionale statunitense, risalente alla fine del diciannovesimo secolo, inciso dal musicista blues statunitense Huddie "Lead Belly" Ledbetter nel 1940 e nel 1942.
Trattasi di una classica prison song o work song, che ha lo stesso numero di catalogo di un'altra canzone, Nine Pound Hammer, con la quale condivide il testo. Anche Swannanoa Tunnel e Asheville Junction sono brani simili. Insieme, questo gruppo di canzoni sono definite "canzoni del martello" (Hammer songs).

## Origine

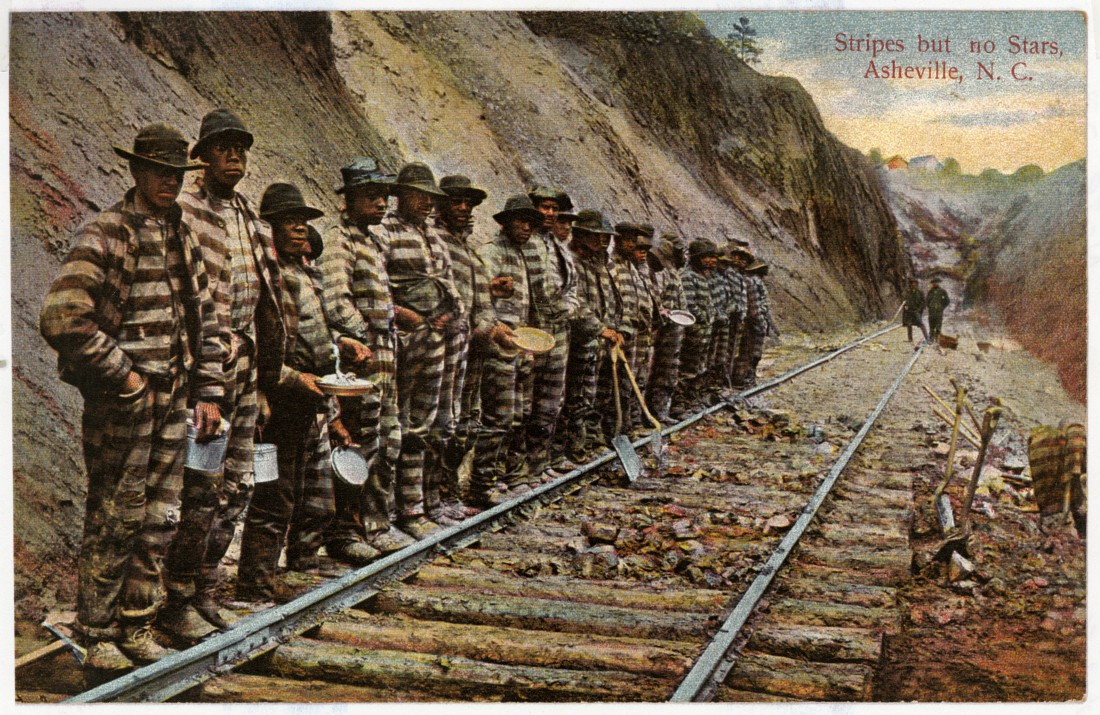
Detenuti intenti a costruire la ferrovia nei pressi di Asheville, Carolina del Nord, 1892

Per quasi cento anni dopo l'abolizione della schiavitù, i detenuti, per lo più afroamericani, venivano ingaggiati per lavorare come braccianti forzati nelle miniere, nei campi ferroviari, nelle fornaci di mattoni, nelle fattorie di trementina e poi sulle strade degli Stati Uniti del sud. Il lavoro forzato su squadre di lavoratori in catene, stipati in enormi fattorie-prigione simili a piantagioni continuò fino al ventesimo secolo. Non era insolito che canti di lavoro come Take this Hammer spaziassero tra le varie occupazioni insieme ai lavoratori itineranti che li cantavano. Gli elementi sia della ballata di John Henry che di Take This Hammer sembrano risalire alla fine del diciannovesimo secolo, probabilmente agli anni '70 del XIX secolo.

## Prime versioni
Una variante manoscritta di Take This Hammer del 1915 fu pubblicata dal folklorista e professore di inglese Newman Ivey White:
This old hammer killed John Henry,

But it can't kill me.

Take this hammer, take it to the Captain,

Tell him I'm gone, babe, tell him I'm gone.
Negli anni venti, anche gli studiosi Dorothy Scarborough (1925) e Guy Johnson e Howard W. Odum (1926), ne raccolsero versioni trascritte. Il breve testo di Scarborough, pubblicato nel suo libro On The Trail of Negro Folk-Songs (1925), è la prima versione della canzone pubblicata con il titolo Nine-Pound Hammer. Questo era il singolo a 78 giri di "hillbilly" bianco (come veniva chiamata allora la musica country) di Al Hopkins and His Buckle Busters. La Nine Pound Hammer di Hopkins aggiunse il ritornello: «Roll on buddy / Don't you roll so slow. / How can I roll / When the wheels won't go?» Questa è stata la prima di molte registrazioni hillbilly della canzone, tra cui, in particolare quella dei Monroe Brothers intitolata Nine Pound Hammer Is Too Heavy del 1936. L'antologia di musica popolare di Carl Sandburg The American Songbag (1927) contiene la canzone My Old Hammah. 
Nel 1928 prima che la Grande depressione mettesse fine alla sua carriera discografica, il cantante blues afroamericano Mississippi John Hurt pubblicò il singolo Spike Driver Blues su etichetta Okeh Records. Questo brano, con un intricato accompagnamento di chitarra pizzicata, combina alcuni elementi della ballata John Henry. Successivamente fu inclusa nella celebrata Anthology of American Folk Music del 1952, portando alla sua riscoperta.
Nel 1933 John A. Lomax e suo figlio diciottenne Alan, registrarono per la Biblioteca del Congresso degi Stati Uniti d'America un detenuto della prigione di Chattanooga, Tennessee, mentre cantava Jumpin' Judy, un brano con melodia e testo simili a Take This Hammer, compreso il riferimento al "capitano" (cioè la guardia carceraria bianca), con la sua magnum calibro .44 nella mano destra, e la fantasia di fuga. I Lomax ne stamparono una versione più lunga del testo nella loro antologia American Ballads and Folk Songs (1934).
John A. Lomax e il collega Harold Spivacke registrarono un'altra versione del pezzo il 14 giugno 1936, questa volta eseguito da Jimmie Strothers, un detenuto cieco della State Farm (Virginia State Penitentiary), a Lynn, Virginia, accompagnandosi al banjo.
Nel 1942 Alan Lomax registrò un'altra versione della stessa canzone cantata da Sid Hemphill. Questa versione era intitolata John Henry.
Nel dicembre 1947, sempre Lomax ne registrò un'altra versione a Parchman Farm (Penitenziario di Stato del Mississippi), eseguita da tre prigionieri "Bull" Hollie Dew, "Foots" Milton Smith e "Dobie Red" Tim Taylor. E nuovamente nel 1959, Alan Lomax e la cantante Shirley Collins si recarono a Parchman Farm e registrarono su nastro Take This Hammer come eseguita da L. C. Hoskins e un gruppo di prigionieri non identificati Nel 1965 il folklorista Bruce Jackson, mentre svolgeva uno studio nel campo nel sistema carcerario del Texas, registrò dei prigionieri che la cantavano (anche mentre tagliavano del legname), come This Old Hammer Killed John Henry.

## Incisioni commerciali degli anni quaranta
Take This Hammer fu incisa da Lead Belly nel 1940 e nel 1942 fu inclusa nell'album Work Songs of the U.S.A.. Nella sua performance su questo disco, Lead Belly aggiunse un «haah» alla fine di ogni strofa, spiegando nella sua introduzione parlata: «Ogni volta che gli uomini dicono "haah", cala il martello. Il martello suona, noi ci dondoliamo e cantiamo». Dicendo "noi", Lead Belly si riferiva senza dubbio ai suoi molti anni passati come detenuto del famigerato Penitenziario di Stato della Louisiana. La potente versione di Lead Belly divenne in seguito un punto fermo del revival folk urbano.
Nel frattempo, la canzone continuò ad essere popolare tra i cantanti country. Il rifacimento del 1946 di Merle Travis, Nine Pound Hammer is Too Heavy, un adattamento della canzone alla pratica dell'estrazione del carbone, ebbe un grande impatto sui cantanti folk e country.

## Esecuzioni notevoli
- The Beatles in Get Back 'Camera B' Rolls vol 11 (incisione del 1969) (anche in Thirty Days)
- The Beau Brummels come Nine Pound Hammer nel loro LP Triangle
- Big Bill Broonzy nel DVD The Story of the Blues (2003)
- Brothers Four (LP Sing of Our Times; LP Starportrait)
- Johnny Cash in Blood, Sweat and Tears (1963) con il titolo Nine Pound Hammer
- Sanford Clark, 1956 come Nine Pound Hammer (Dot 15534)
- Ken Colyer (1955, Decca Single F10631, B-side Down By The Riverside)
- Charley Crockett nell'album The Valley, con il titolo 9 LB Hammer (anche nell'EP Ourvinyl Sessions)
- Delmore Brothers in Take It To The Captain (King 718-B, 1948)
- Lonnie Donegan in Lonnie Rides Again (1959)
- The Felice Brothers in Tonight at the Arizona (2007)
- Foggy Mountain Boys in Folk Songs of our Land (1962)
- The Greenbriar Boys in Ragged But Right! (1964)
- John Fahey in The Voice of the Turtle (1968) con il titolo Nine-Pound Hammer
- Jesse Fuller
- Mississippi John Hurt[13][14]
- Clifford Jordan
- Lead Belly nel 1942 nell'album Work Songs of the U.S.A.
- John Lennon, Paul McCartney, Linda McCartney, Stevie Wonder nel bootleg A Toot and a Snore in '74 (1974)
- Harry Manx in Road Ragas (2004) e Harry Manx & Friends Live at the Glenn Gould Studio (2008)
- Monroe Brothers in Nine Pound Hammer is Too Heavy (1936), anche in Feast Here Tonight (1975)
- The New Christy Minstrels in Presenting and In Person (2003)
- Nitty Gritty Dirt Band feat. Merle Travis come Nine Pound Hammer in Will the Circle Be Unbroken
- Odetta in Odetta at the Gate of Horn (1957)
- Osborne Brothers in Voices in Bluegrass (c 1970)
- John Prine come Nine Pound Hammer in Sweet Revenge
- The Shadows come This Hammer, B-side del singolo Theme for Young Lovers (1964)
- Sonny Terry & Brownie McGhee nell'LP Blues & Shouts (America Records 6075)
- Spencer Davis Group come The Hammer Song in The Second Album (1966)
- Jimmy Witherspoon in Live in London (incisione del 1966)
- Long John Baldry in Remembering Leadbelly (2001)
- Cat Stevens con il titolo Tell 'em I'm Gone (CD/LP Tell 'em I'm Gone) (Legacy, 2014)
- Ralph Stanley come Nine Pound Hammer in Short Life of Trouble: Songs of Grayson and Whitter (1996)